# Världsåskådning
Världsåskådning som begrepp innebär en uppfattning om världen, kosmos och det mänskliga livet. Begreppet syftar på någons allmänna, personliga och således ofta subjektivt färgade syn på tillvaron som kan ge vägledning för handlingar men också betraktas som uteslutande personliga betraktelser utan krav eller önskan om handling.
Världsåskådning inbegriper vetenskapliga och filosofiska påståenden om verkligheten, där värderande element av religiös eller ideologisk karaktär spelar in. En världsåskådning beskriver en konstant upplevelse av existens och tillhandahåller en referensram för att alstra, upprätthålla och tillämpa kunskap.
En mer precis definition får begreppet som direkt översättning av den tyske filosofen Wilhelm Diltheys Weltanschauung,  som bygger på tradition från Kant och framåt. Eller av James W. Sire i boken Naming the Elephant, Worldview as a concept.  Termen har av flera europeiska länder anammats utan översättning.